# فابیو بیتنکورت دا کوستا
فابیو بیتنکورت دا کوستا (به پرتغالی: Fábio Bittencourt da Costa) هافبک اهل برزیل است که در شهر Duque de Caxias -ایالت ریو د ژانیرو و در تاریخ ۱۶ مهٔ ۱۹۷۷ به دنیا آمده‌است.
فابیو بیتنکورت دا کوستا در تیم‌های فوتبال Fluminense سابقهٔ حضور دارد.